# Sanhedrin

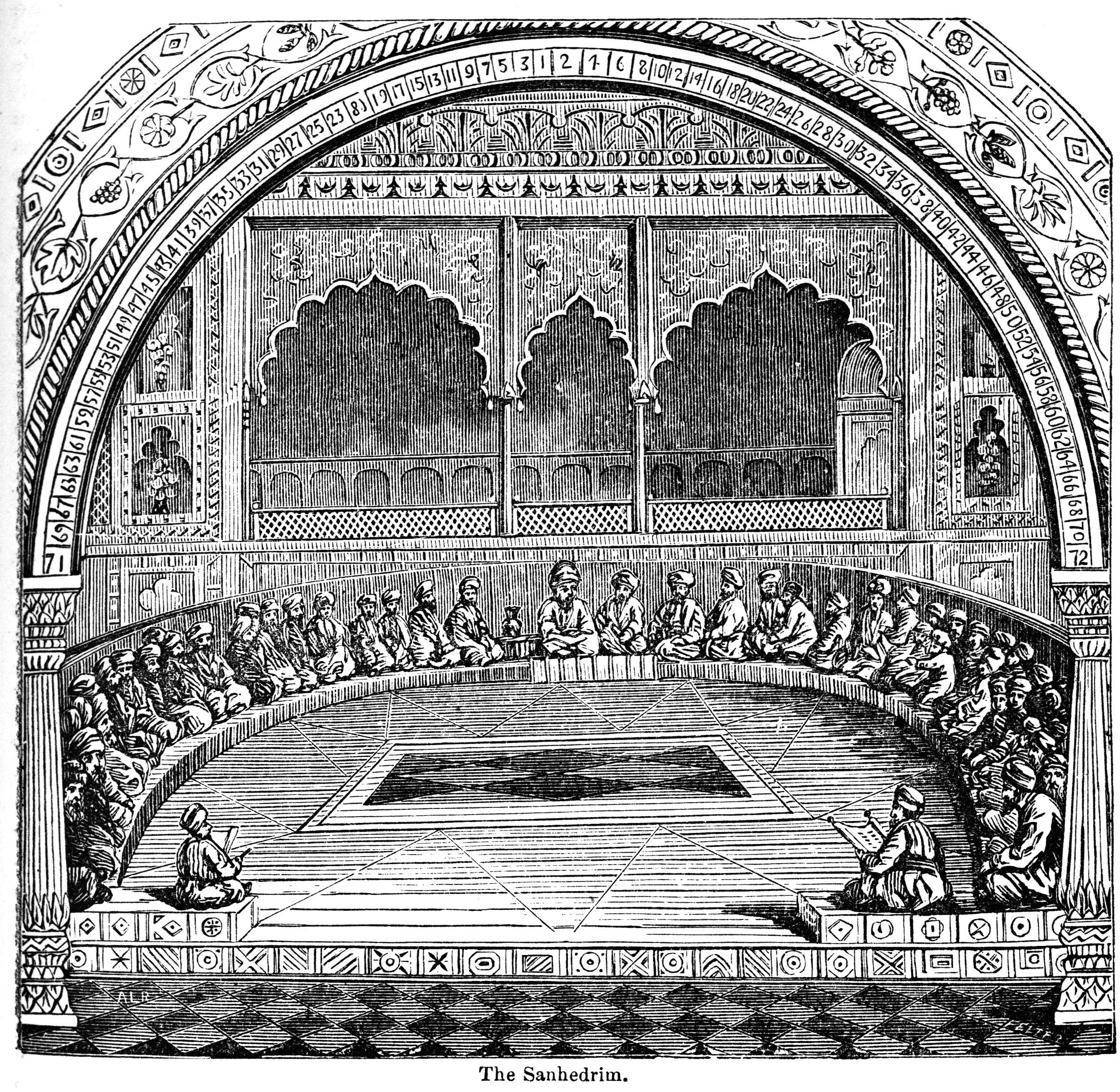
Sanhedrin na encyklopedické ilustraci z roku 1883

Sanhedrin (hebrejsky סַנְהֶדְרִין‎, řecky συνέδριον, synedrion, „rada“) bylo shromáždění dvaceti tří nebo sedmdesáti jednoho soudce, jmenované v biblické zemi izraelské (Erec Jisra'el‎).
Velký sanhedrin (sanhedrin gdola) byl nejvyšší soud starověkého Izraele. Skládal se ze 71 členů, konkrétně ze 69 starších nebo soudců, předsedy (nasi) a místopředsedy (av bejt din). Během období druhého Chrámu se velký sanhedrin scházel v chrámové komnatě v Jeruzalémě. Zasedal každý den s výjimkou šabatu a svátků. Kromě soudní funkce měl velký sanhedrin rovněž funkce blížící se dnešním zákonodárným sborům (vydával zákony, dohlížel a potvrzoval krále, rozhodoval spory mezi židovskými kmeny, soudil falešné proroky a rozhodoval o veleknězi). Dále existoval tzv. malý sanhedrin (sanhedrin ktana), jenž měl 23 členů. Ten měl pravomoc odsuzovat k hrdelním trestům.
Poslední závazné rozhodnutí sanhedrinu je z roku 358, kdy byl přijat židovský kalendář. Sanhedrin byl rozpuštěn „v roce 425 obč. l. po smrti rabína Gamliela IV", a to v důsledku neustálé perzekuce ze strany císařské Římské říše. Po následující staletí proběhlo několik pokusů o obnovení této instituce, jako byl například Velký sanhedrin svolaný Napoleonem I. Bonaparte či pokusy o obnovení velkého sanhedrinu po vzniku Izraele v roce 1948.
Sanhedrin je zmíněn v evangeliích v souvislosti s procesem s Ježíšem Nazaretským, jeho následovníky a apoštoly.